# Outrageous
Az Outrageous egy dal Britney Spears amerikai énekesnőtől negyedik, In the Zone című albumáról. 2004. július 13-án jelent meg a Jive Records gondozásában az album negyedik, és egyben utolsó kislemezeként. Producere és szerzője R. Kelly volt. A kiadó első, illetve második kislemezként szándékozta kiadni, viszont Britney Me Against the Music és Toxic című dalait adta ki. Az Outrageous egy R&B és hiphop stílusú szám. Dalszövege a materializmusról és szórakozásról szól. A kritikusok vegyes fogadtatásban részesítették. Egyesek szerint Michael Jackson és Janet Jackson hatott a számra.
A dal csak az Egyesült Államok kislemezlistáján jelent meg, a Billboard Hot 100 79. helyezéséig jutott. Spears csak a 2004-es The Onyx Hotel Tour turnén adta elő a számot. 2004 júniusában már New Yorkban forgatták a videóklipet, viszont Britney megsérült, így nem tudta befejezni a kisfilmet. A Greatest Hits: My Prerogative DVD-re viszont felkerültek az elkészült jelenetek.

## Háttér

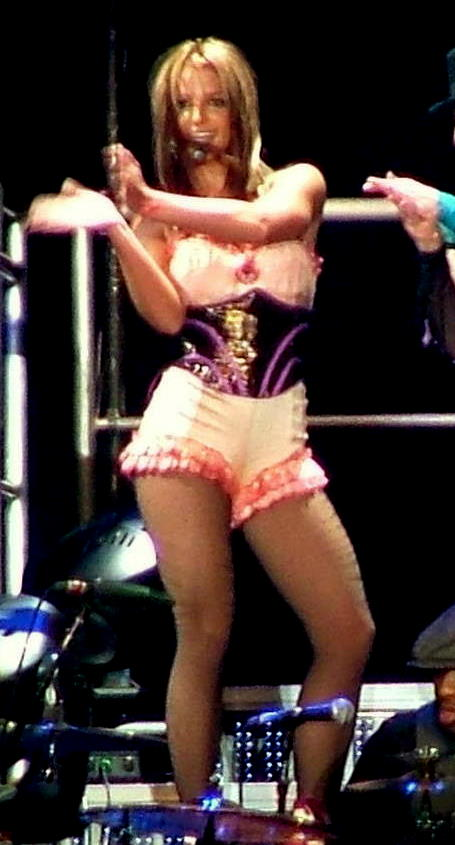
Britney a The Onyx Hotel Tour egyik állomásán.

Az Outrageous-t R. Kelly szerezte, producere is ő volt. A dalt Chicagóban vették fel. Britney vokálján Penelope Magnet és Christopher "Tricky" Stewart (RedZone) dolgozott. Ezt Spears New Yorkban vette fel. Később Serban Ghenea Virginia városában remixelte a számot. 2003. szeptember 11-én bejelentették, a dal az In the Zone dallistáján is helyet kapott. A Jive Records első kislemezként akarta kiadni a felvételt, viszont Britney a Madonna közreműködésével készült Me Against the Music-ot választotta. Második kislemeznek is esélyes volt az (I Got That) Boom Boom és Toxic mellett, Britney viszont utóbbi mellett döntött. 2004. június 1-jén bejelentették, az Outrageous az album negyedik kislemezeként megjelenik, a rádiók június 29-től játszhatják.

## Videóklip
A dalhoz tartozó videóklipet Dave Meyers rendezte, akivel Britney Lucky és Boys című klipjein dolgozott. Queens és Manhattan külső területein forgatták 2004. június 8-án, a klipet 28-án tervezték az MTV-n bemutatni. Snoop Dogg is részt vett a forgatáson. Spears a táncjelenetek közben viszont megsérült. Egy helyi kórházba került, és komoly porcproblémát fedeztek fel nála, és másnap műtéten esett át. Hat hétig kellett a kórházban maradnia, viszont így a The Onyx Hotel Tour hátralévő állomásait, illetve a klip befejezését is lemondták. 
A dal A Macskanő című film filmzenéje lett. A klipből egy 45 másodperces részlet került fel a 
Greatest Hits: My Prerogative DVD kiadására.

## Élő előadások
Spears mindössze a The Onyx Hotel Tour-on 2004-ben adta elő a számot.

## Slágerlistás helyezések
| Slágerlista (2004)                  | Legmagasabb helyezés |
| ----------------------------------- | -------------------- |
| Japán (Oricon)                      | 31                   |
| US Billboard Hot 100                | 79                   |
| US Hot Dance Club Songs (Billboard) | 27                   |
| US Mainstream Top 40 (Billboard)    | 23                   |

## Számlista és formátumok
| - Japán CD kislemez 1. Outrageous – 3:21 2. Outrageous (Murk Space Miami Mix) – 6:48 3. Outrageous (Junkie XL's Dancehall Mix) – 2:55 4. Outrageous (Junkie XL's Tribal Mix) – 6:08 5. Toxic (Armand Van Helden Remix) – 9:34 6. Everytime (Above And Beyond Club Mix) – 8:46 7. Everytime (Scumfrog Haunted Dub) – 8:20 | - 12" Vinyl 1. Outrageous (Murk Space Miami Mix) – 6:48 2. Outrageous (R. Kelly Remix) – 3:24 3. Outrageous (Junkie XL's Dancehall Mix) – 2:55 4. Outrageous (Josh Harris Mixshow) – 5:52 5. Outrageous (Junkie XL's Tribal Mix) – 6:08 - The Singles Collection kislemez 1. Outrageous – 3:21 2. Outrageous (Junkie XL's Dancehall Mix) – 2:55 |